# Marathon van Nagoya 1987
De marathon van Nagoya 1987 werd gelopen op zondag 1 maart 1987. Het was de 8e editie van de marathon van Nagoya. Alleen vrouwelijke elitelopers mochten aan de wedstrijd deelnemen. De Nederlandse Carla Beurskens kwam als eerste over de streep in 2:28.27.

## Uitslagen
| rang   | naam              | land | tijd    |
| ------ | ----------------- | ---- | ------- |
| Goud   | Carla Beurskens   | NED  | 2:28.27 |
| Zilver | Kazue Kojima      | JPN  | 2:34.59 |
| Brons  | Kersti Jakobsen   | DEN  | 2:35.37 |
| 4      | Miyuki Yamashita  | JPN  | 2:37.03 |
| 5      | Kumi Araki        | JPN  | 2:37.12 |
| 6      | Priscilla Welch   | ENG  | 2:38.51 |
| 7      | Renata Walendziak | POL  | 2:40.18 |
| 8      | Ngaire Drake      | NZL  | 2:40.32 |
| 9      | Kumiko Fukuzawa   | JPN  | 2:42.28 |
| 10     | Chiko Watanabe    | JPN  | 2:42.56 |
| 11     | You-Feng Zhao     | CHN  | 2:43.48 |
| 12     | Shizuko Yukawa    | JPN  | 2:44.18 |
| 13     | Takako Kanesashi  | JPN  | 2:45.11 |
| 14     | Machiko Inoguchi  | JPN  | 2:45.13 |
| 15     | Keiko Honma       | JPN  | 2:45.16 |
| 16     | Mieko Tajima      | JPN  | 2:46.26 |
| 17     | Sayumi Hirano     | JPN  | 2:47.07 |
| 18     | Janis Klecker     | USA  | 2:47.59 |
| 19     | Hiroko Tazaki     | JPN  | 2:48.49 |
| 20     | Qing-Mei Chen     | CHN  | 2:49.09 |

1984 ·
1985 ·
1986 ·
1987 ·
1988 ·
1989 ·
1990 ·
1991 ·
1992 ·
1993 ·
1994 ·
1995 ·
1996 ·
1997 ·
1998 ·
1999 ·
2000 ·
2001 ·
2002 ·
2003 ·
2004 ·
2005 ·
2006 ·
2007 ·
2008 ·
2009 ·
2010 ·
2011 ·
2012 ·
2013 ·
2014 ·
2015 ·
2016 ·
2017